# Opp (Alabama)
Opp – miasto w Stanach Zjednoczonych, w stanie Alabama, w hrabstwie Covington. W roku 2023 miasto zamieszkiwało 6757 osób, a gęstość zaludnienia wynosiła 106,1 osoby/km².